# Couronne matrimoniale

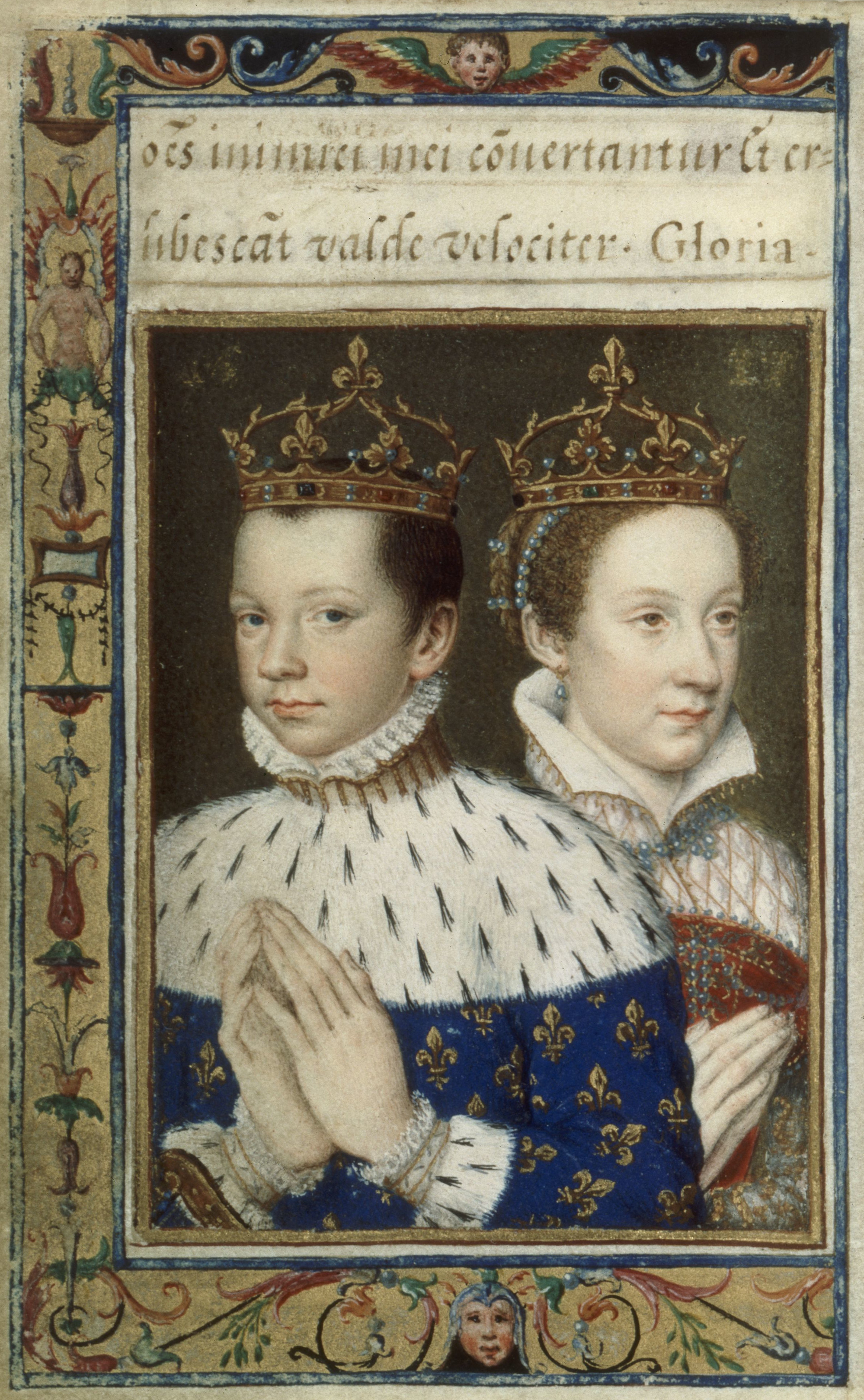
François II, roi de France, et Marie Stuart, reine d’Écosse.

En droit écossais, le Crown Matrimonial est le droit d'une personne à co-régner à égalité avec son conjoint.
La couronne matrimoniale d'Écosse a été demandée pour le roi François II, époux de Marie Stuart, reine d'Écosse, au Parlement d'Écosse et à la mère de Marie Stuart, la reine Marie de Guise, qui était alors régente d'Écosse. L'application de ce droit aurait permis à François II de co-régner sur l'Écosse avec la reine Marie. La couronne matrimoniale lui assurait également de conserver le trône d'Écosse s'il survivait à la reine et de transmettre la couronne écossaise à des descendants éventuels issus d'un autre mariage. L'accord prévoyait en outre que la couronne d'Ecosse soit envoyée en France pour y être conservée à l'abbaye de Saint Denis, mais le Clan Hamilton, proche du trône, s'y est opposé et la négociation n'a pas abouti.
Le second mari de Marie Stuart, Henry Stuart, Lord Darnley, a également demandé, avec insistance mais sans succès, a bénéficier de la couronne matrimoniale. Les Pairs protestants avaient d'ailleurs prévu de le faire accéder au trône avec l'assentiment du Parlement. Une fois roi, il aurait pu amnistier les protestants exilés et leur permettre de revenir en Écosse. Ce plan n'a jamais abouti.